# Politsejskije i vory
Politsejskije i vory (russisk: Полицейские и воры) er en russisk spillefilm fra 1997 af Nikolaj Nikolajevitj Dostal.

## Medvirkende
- Gennadij Khazanov
- Vjatjeslav Nevinnyj som Slava
- Jevgenija Glusjenko
- Vladimir Zeldin
- Sergej Batalov